# Quackwatch

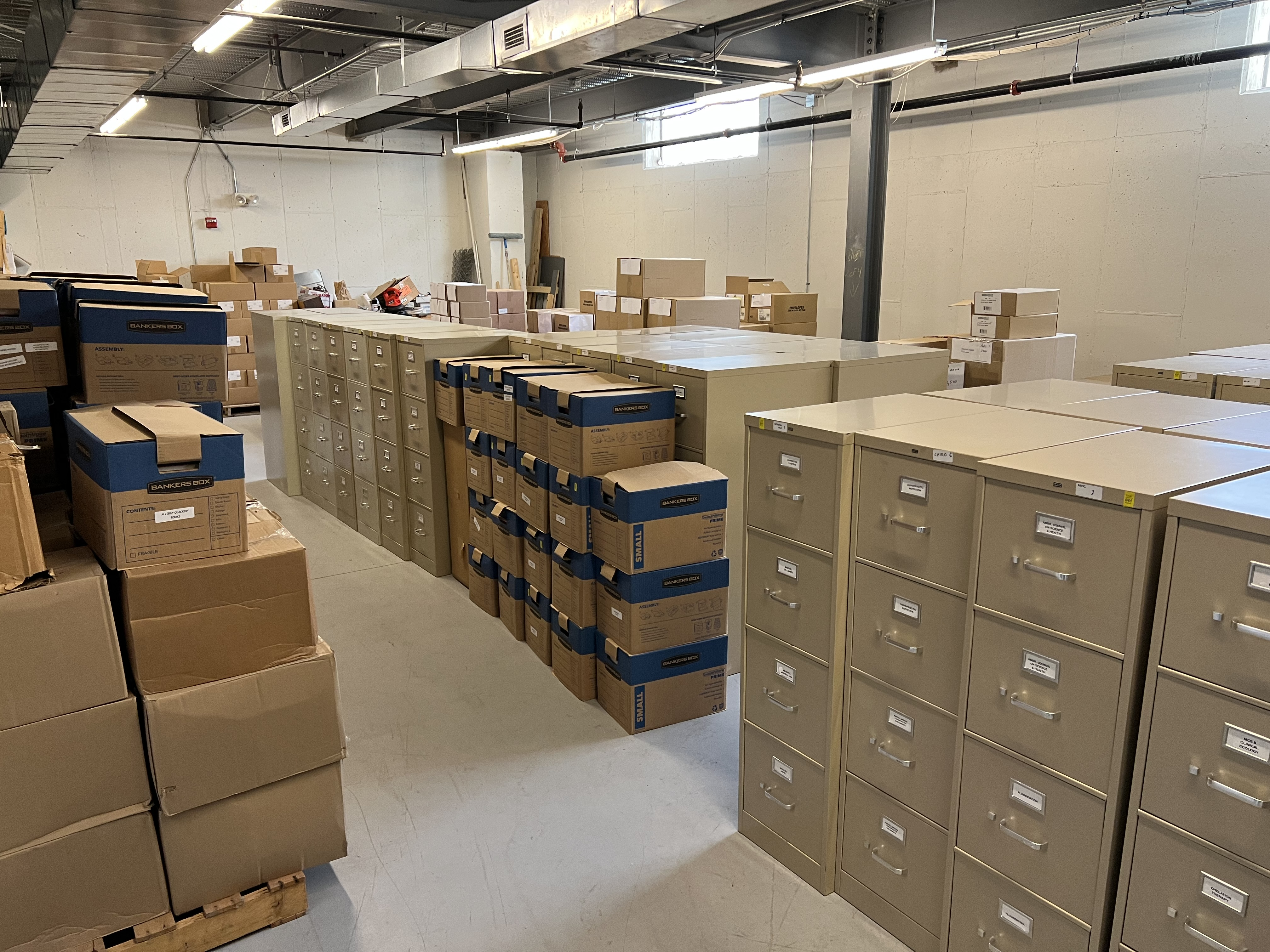
File Quackwatch al Centro per Inchieste

Quackwatch è un sito web statunitense che si definisce "una rete [informatica] del popolo" fondato da Stephen Barrett, allo scopo di "combattere frodi riguardanti la salute, miti, mode, falsità e comportamenti sbagliati" e di focalizzarsi su "ciarlatanerie difficili o impossibili da ottenere altrimenti". Fin dal 1996 ha gestito il sito web quackwatch.org sulla medicina alternativa che consiglia il pubblico su rimedi farmacologici e su medicinali di non provata efficacia o del tutto inefficaci. Il sito contiene articoli e altre informazioni critiche su molte forme di medicina alternativa.
Quackwatch cita articoli di giornale a revisione paritaria ed ha ricevuto numerosi riconoscimenti. Il sito è stato sviluppato con l'assistenza di una rete mondiale di collaborazione scientifica di consulenti volontari ed esperti. Esso ha ricevuto riconoscimenti e raccomandazioni positive da organizzazioni e fonti che andavano per la maggiore, ma anche critiche per presunti condizionamenti. È stato riconosciuto dai mezzi di comunicazione di massa, che citano quackwatch.org come fonte on line d'informazioni per i consumatori. Il successo di Quackwatch ha favorito la creazione di ulteriori siti web affiliati; nel 2019 ve n'erano 21 di essi.